# Domenico Montrone
Domenico Montrone (født 1. maj 1986 i Modugno) er en italiensk roer.
Montrone vandt flere junior-VM-medaljer i begyndelsen af 2000'erne, og i 2008 var han med i den italienske firer uden styrmand, der vandt EM-sølv. Han prøvede at ro i flere bådtyper, men uden den helt store succes. I 2016 var han med til at blive nummer tre ved OL-kvalifikationsstævnet i Europa i otteren, hvilket var nok til kvalifikation.
Montrone blev imidlertid sat i den italienske firer uden styrmand sammen med Matteo Castaldo, Matteo Lodo og Giuseppe Vicino ved OL 2016 i Rio de Janeiro. Her vandt italienerne deres indledende heat, hvorpå de blev nummer tre i semifinalen. I finalen vandt den britiske båd sikkert, mens Australien blev nummer to og italienerne nummer tre.
Montrone vandt desuden en EM-guldmedalje i firer uden styrmand ved EM 2017 i Tjekkiet og en VM-sølvmedalje ved VM i USA samme år.

## OL-medaljer
- 2016:  Bronze i firer uden styrmand